# (1947) Iso-Heikkilä
(1947) Iso-Heikkilä (aussi nommé 1935 EA) est un astéroïde de la ceinture principale, découvert le 4 mars 1935 par Yrjö Väisälä à Turku, en Finlande. 
Il a été nommé d'après le nom de la ferme Iso-Heikkilä, dans les environs de l'université de Turku, où sera par la suite construit son observatoire.